# Teopompo de Esparta
Teopompo fue un legendario rey de Esparta, perteneciente a la dinastía de los Euripóntidas, que habría gobernado entre finales del siglo VIII a. C. y comienzos del siglo VII a. C. Fue el hijo y sucesor del rey Nicandro de Esparta.
El principal evento que tuvo lugar durante su reinado fue la primera guerra mesenia, que finalizó con la derrota de Mesenia y que, según Pausanias, el poeta Tirteo acredita a Teopompo:

A nuestro rey querido por los dioses, Teopompo, a través de quien tomamos Mesenia con grandes terrenos.

Pausanias comenta que, o bien Teopompo fue sucedido por Zeuxidamas, o bien por su bisnieto Anaxidamo, puesto que su propio hijo, Arquidamo, murió antes que él. Sin embargo, también existen datos que inducen a pensar que su sucesor pudiera haber sido Anaxándridas I.
Según Plutarco, fue durante el reino de Teopompo cuando se introdujo la institución de los éforos en Esparta. Lo mismo refiere Aristóteles. Heródoto, Jenofonte, Platón y Diógenes Laercio. consideran que fue creada por Licurgo.